# Kiebitze
Kiebitze (Vanellus) sind eine Vogelgattung aus der Familie der Regenpfeifer (Charadriidae). In Mitteleuropa brütet nur eine Art dieser Gattung, nämlich der Europäische Kiebitz.
Kiebitze halten sich meist in offenem Gelände auf. Sie leben in der Regel am Rand von Seen, Flüssen oder Sumpfgebieten. Man findet sie aber auch auf Kulturland wie Äckern und Wiesen. Es sind sehr lärmende Vögel. Es besteht einige Variabilität hinsichtlich Körpergröße. Eigröße, Gelegegröße und Brutzeit.

## Arten
Viele Kiebitz-Arten können kaum hybridisieren, da sie sich oft karyotypisch differenzieren lassen. Oft trägt Vanellus unterschiedliche Chromosomenzahlen, zwischen 2n = 58 bis 78.

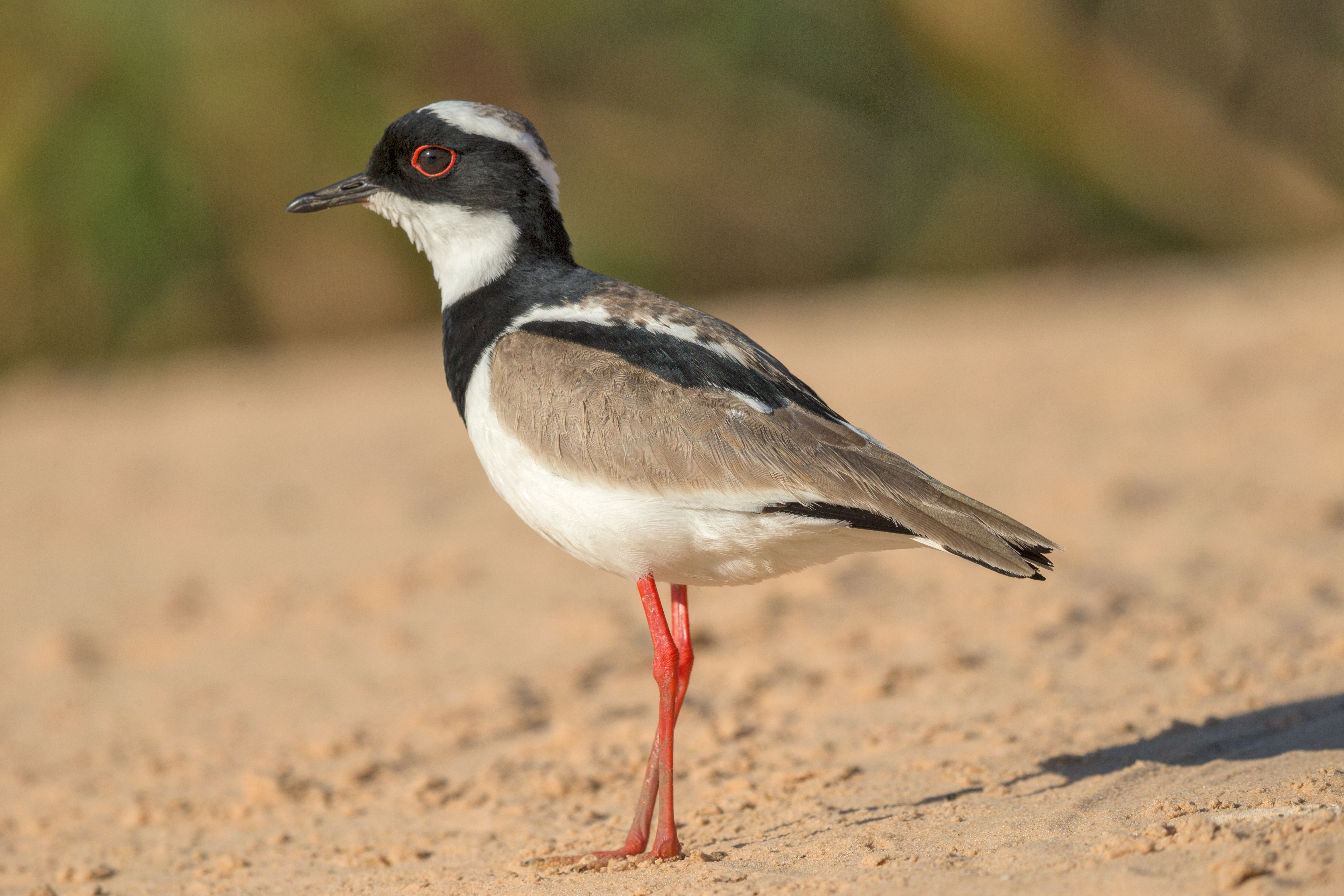
Cayennekiebitz (Vanellus cayanus)

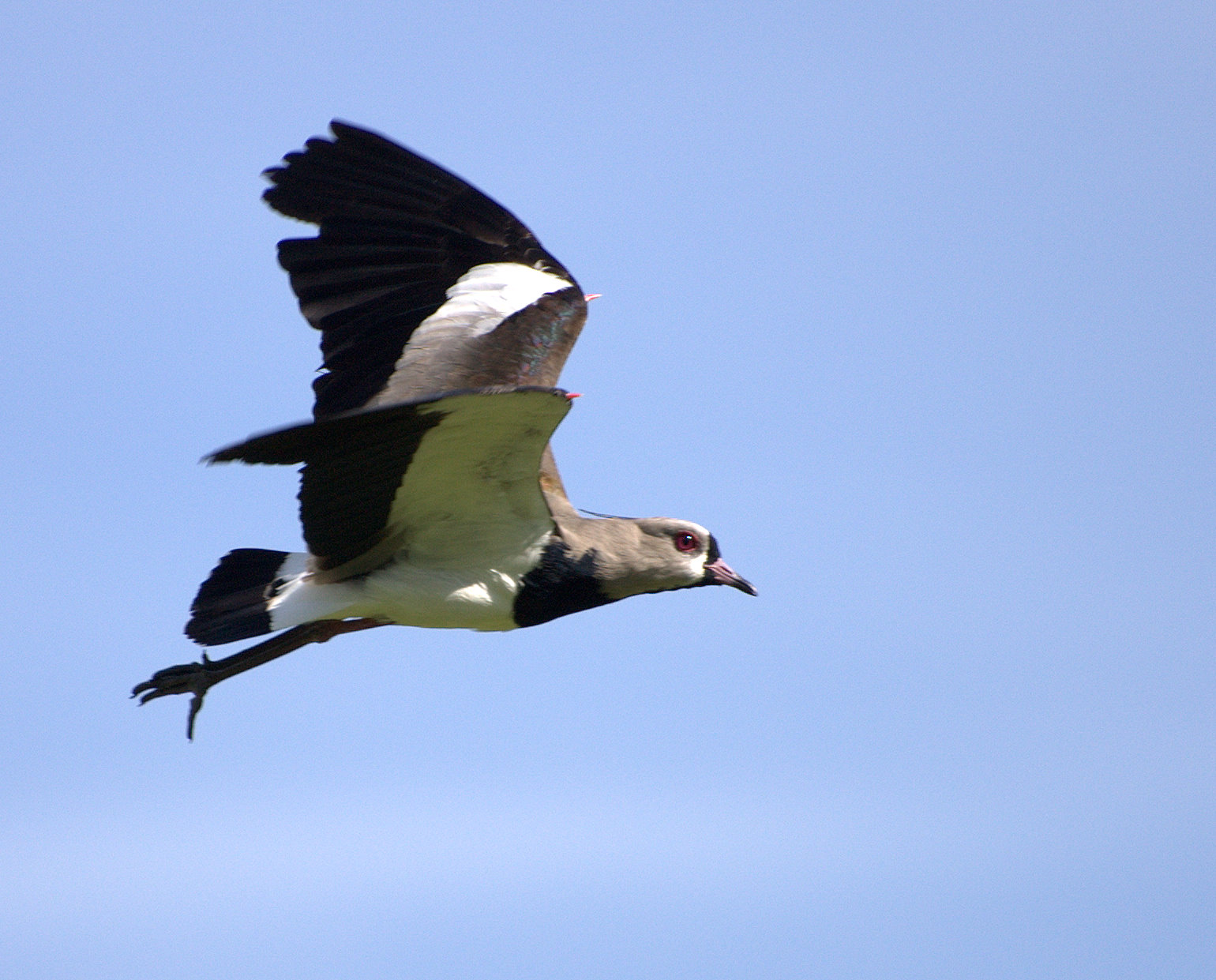
Bronzekiebitz (Vanellus chilensis), man sieht die hornige Dornen am Handwurzelknochen (Botanischer Garten São Paulo, Brasilien)

- Weißscheitelkiebitz (Vanellus albiceps)
- Waffenkiebitz (Vanellus armatus)
- Cayennekiebitz (Vanellus cayanus), jetzt (Hoploxypterus cayanus)[3]
- Graukopfkiebitz (Vanellus cinereus)
- Bronzekiebitz (Vanellus chilensis)
- Kronenkiebitz (Vanellus coronatus)
- Langzehenkiebitz (Vanellus crassirostris)
- Flusskiebitz (Vanellus duvaucelii)
- Steppenkiebitz (Vanellus gregarius)
- Rotlappenkiebitz (Vanellus indicus)
- Weißschwanzkiebitz (Vanellus leucurus)
- Weißkehlkiebitz, früher Trauerkiebitz (Vanellus lugubris)[4]
- Gelblappenkiebitz (Vanellus malabaricus)
- Strichelbrustkiebitz (Vanellus melanocephalus)
- Schwarzflügelkiebitz (Vanellus melanopterus)
- Maskenkiebitz (Vanellus miles)
- Andenkiebitz (Vanellus resplendens)
- Senegalkiebitz (Vanellus senegallus)
- Spornkiebitz (Vanellus spinosus)
- Rotbrustkiebitz (Vanellus superciliosus)
- Schwarzschopfkiebitz (Vanellus tectus)
- Schwarzbandkiebitz (Vanellus tricolor)
- Kiebitz (Vanellus vanellus)

## Bedrohung und Extinktion rezenter Arten
Bis ins 14. Jahrhundert lebte auf Madagaskar die nur durch subfossile Knochen bekannt gewordene Art Vanellus madagascariensis. Auch der Javakiebitz (Vanellus macropterus) gilt als vermutlich ausgestorben, da der letzte zuverlässige Nachweis aus dem Jahr 1939 stammt.
Zu den besonders bedrohten Arten zählt der Steppenkiebitz.